# Leonard Wheeler
Leonard Wheeler, parfois crédité Len Wheeler ou Lem Wheeler, est un monteur américain né le 16 septembre 1887 à Jonesboro (Illinois).

## Filmographie
- 1924 : Defying the Law de Bertram Bracken
- 1925 : On the Threshold de Renaud Hoffman
- 1926 : Hearts and Spangles de Frank O'Connor
- 1928 : Passion Song de Harry O. Hoyt
- 1930 : The Squealer de Harry Joe Brown
- 1930 : Hell's Island de Edward Sloman
- 1930 : Soldiers and Women de Edward Sloman
- 1930 : The Melody Man de Roy William Neill
- 1931 : In Line of Duty de Bert Glennon
- 1931 : Two Fisted Justice de George Arthur Durlam
- 1931 : Oklahoma Jim de Harry L. Fraser
- 1931 : The Nevada Buckaroo (en) de John P. McCarthy
- 1931 : Near the Trail's End de Wallace Fox
- 1931 : The Montana Kid de Harry L. Fraser
- 1931 : Mother and Son de John P. McCarthy
- 1931 : Land of Wanted Men de Harry L. Fraser
- 1935 : The Crime of Doctor Crespi de John H. Auer